# Andrea Anderson
Andrea Anderson, född den 17 september 1977 i Harbor City, Kalifornien, är en amerikansk friidrottare inom kortdistanslöpning.
Hon tog OS-guld på 4 x 400 meter stafett vid friidrottstävlingarna 2000 i Sydney.